# Dopravce

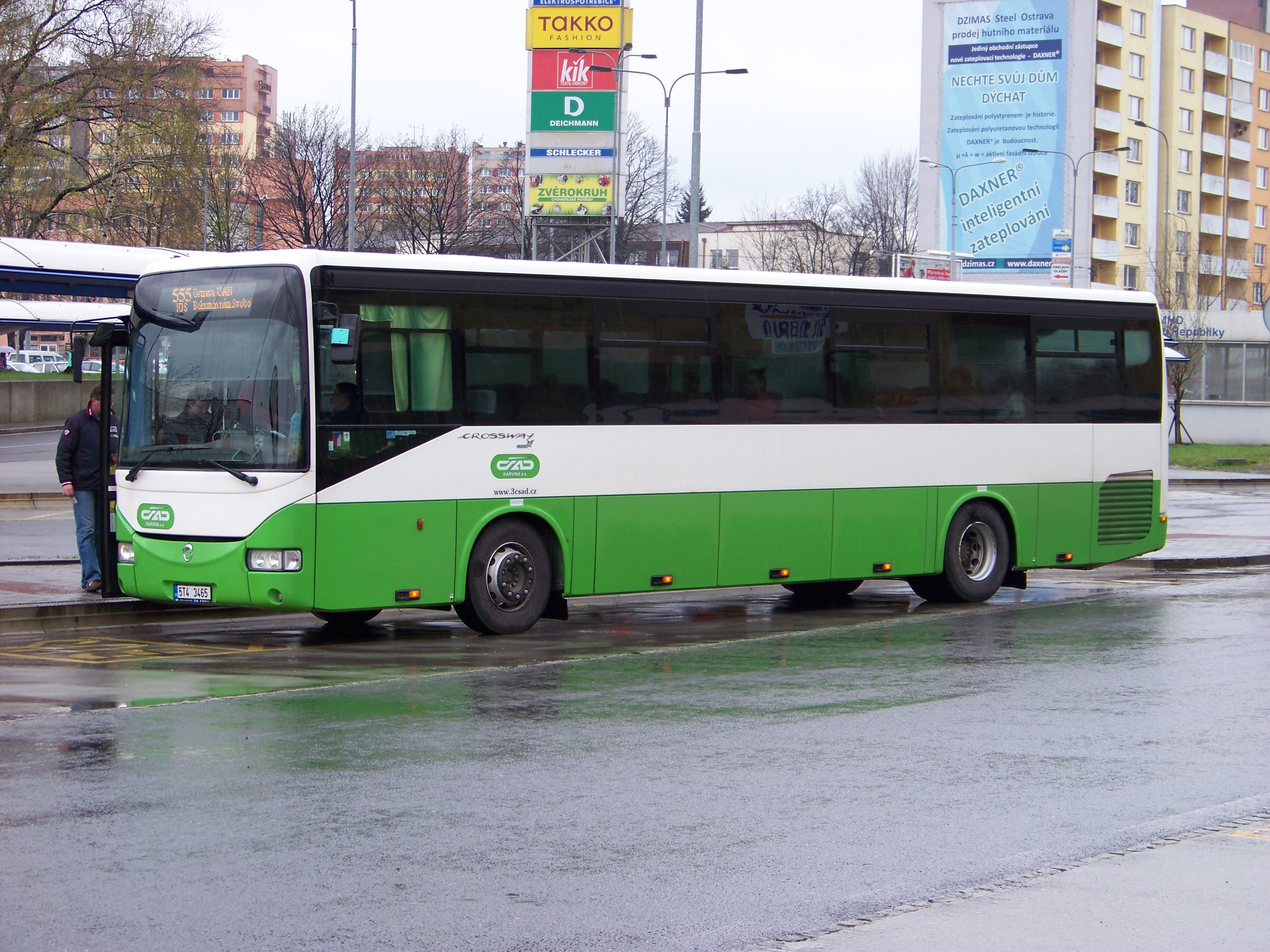
Autobus dopravce ČSAD Karviná

Dopravce je zkrácený výraz pro provozovatele, který provozuje svoji činnost na obchodních cestách a který je často rovněž vlastníkem dopravního prostředku, ať už v dopravě silniční (na pozemních komunikacích), drážní (na dráhách železničních, tramvajových, trolejbusových nebo lanových – v Česku označován jako provozovatel drážní dopravy), letecké nebo vodní. Dopravcem je provozovatel dopravy osobní i nákladní, veřejné i smluvní neveřejné. Zákon o dráhách dopravce označuje termínem provozovatel drážní dopravy. Vždy se jedná o subjekt, který realizuje vlastní činnost přemístění v prostoru a čase.
Z právního hlediska je dopravce jedním z účastníků přepravní smlouvy:
- v osobní dopravě se jedná o smlouvu o přepravě osob (§ 2550 a násl. Občanského zákoníku)
- v nákladní dopravě se jedná buď o smlouvu o přepravě věci, jde-li o obchodní závazkový vztah (§ 610 a násl. obchodního zákoníku), nebo o smlouvu o přepravě nákladu (§ 2555 a násl. nového Občanského zákoníku)

Od dopravce je třeba odlišovat přepravce, jímž je v nákladní dopravě ten, kdo si nechá věc či náklad přepravovat dopravcem (objednavatel přepravy).